# Trixy Checais
Trixy Checais (numele adevărat Dumitru Checais; n. 22 decembrie 1914, Pitești, România – d. mai 1990, Galați, România) a fost un balerin și coregraf român. Este considerat de critica de specialitate drept cel mai mare balerin român al secolului.

## Viața
A studiat dreptul până în 1933, a făcut apoi studii de arte la Academia de Arte Frumoase din București (1935-1941). 
A făcut studii de balet cu Floria Capsali, de artă dramatică cu Marieta Sadova, Ion Manolescu și George Calboreanu. Deprinde dansul de sorginte expresionistă cu Iris Barbura și urmează studii în Germania cu Harald Kreutzberg⁠(d), la Berlin și la Frankfurt.
A fost prim-solist al Operei Române din București până în anul 1950 când a fost arestat și trimis la canalul Dunăre-Marea Neagră. A fost eliberat în jurul anului 1955.
După eliberarea din închisoare, a lucrat la Timișoara în jur de cinci ani, după care s-a stabilit la Galați, unde s-a angajat coregraf la Teatrul Muzical Nae Leonard în anul 1960. A fost și regizor, creator de costume și scenograf pentru multe din montările sale.
A murit la Galați în mai 1990, fiind găsit decedat în casă la câteva zile după deces.

## Omagiu postum
Printre elevii săi s-au numărat Miriam Răducanu și Gelu Barbu.
Numele său a fost trecut sub tăcere decenii de-a rândul, până când Gina Șerbănescu i-a dedicat singura monografie, Trixy Checais. Cartografia zborului, apărută în anul 2012. O mare parte din fotografiile care îl au ca subiect au fost făcute de Aurel Bauh. A fost omagiat la Centrul Național al Dansului din București în 2007 și prin filmul documentar realizat de Tudor Giurgiu.

## Spectacole realizate (selectiv)
- 1937: „Durerea” (cu Dudu Crăiniceanu), Maison de Français, București. Coregrafie: Paule Sybille.
- 1938/03/02: „Recital de dans”, Grupul „Baletul românesc” (Floria Capsali, Clark Nichols, Mitiță Dumitrescu, Oleg Danovski, Marie Jeanne Livezeanu, Trixy Checais), Muzică: Sabin Drăgoi, Chopin, Darius Milhaud, Schumann, Paul Constantinescu, Brahms.
- 1938/24/02 (Joi, ora 9 seara): „A doua reprezentație a «Baletului Românesc»”. Opera Română. Floria Capsali și Clark Nichols – Maeștri de balet. Cu: Marie Jeanne Livezeanu, Magdalena Rădulescu, Milica Marinescu, Veronica Teodosiade, Elisabeta Henția, Sanda Dimitriu Bârlad, Oleg Danovschi, Mitiță Dumitrescu, Trixy Checais. La două piane: Hilda Jerea și Tasia Dumitrescu.
- 1939/05/05: Flăcăul din „Nuntă în Fundul Moldovei”, Teatrul de Operă și Balet din București. Coregrafia: Floria Capsali. Muzica: Paul Constantinescu. Conducerea muzicală: George Georgescu. Scenografia: Victor Cottescu.
- 1941: Spectrul în „Invitație la Vals”, de Carl Maria von Weber.
- 1941/04: Coppelius în „Coppelia”, de Leo Delibes, Opera Română. Coregrafia: Floria Capsali. Interpreți: Trixy Checais, Mary Georgescu, Marie-Jeanne Livezeanu, Josefina Krannich, Magdalena Rădulescu, Rosina Krannich, Nicolae Iacobescu, George Oprișan, Gelu Matei.
- 1942/03/10: Geamala în „Demoazela Măriuța”, Opera Română. Coregrafia: Floria Capsali. Regia: Victor Cottescu. Muzica: Mihail Jora. Libretul: Apriliana Medianu, Floria Capsali. Scenografia: Victor Feodorov. Interpreți: Floria Capsali, Mitiță Dumitrescu, Trixy Checais, Oleg Danovski.
- 1943/02/04: Bufonul în „Don Morte”, de Friedrich Wilkens, Opera Română. Coregrafie: Mercedes Pavelici. Conducerea muzicală: Ionel Perlea. Scenografia: Victor Feodorov.
- 1943/30/04: „Priculiciul”, Opera Română. Coregrafia și libretul: Floria Capsali. Interpreți: Trixy Checais, Oleg Danovski, Mitiță Dumitrescu, Nicolae Iacobescu, Carol Apostolescu, Gelu Matei, Mitzi Niculescu. Scenografie: Victor Feodorov. Muzica: Zeno Vancea. Conducerea muzicală: Constantin Silvestri.
- 1945/14/12: Faunul în „După-amiaza unui faun”, Opera Română. Interpreți: Trixy Checais, Anaida Matei, Esmeralda Angelescu, Coca Iuga, Rica Nicolau. Muzica: Claude Debussy. Libretul: Stéphane Mallarmée. Decoruri: Heinrich Rohrhoffer. Costume: Trixy Checais. Conducerea muzicală: Alfred Mendelsohn.
- 1945/14/12 (seara): Șahriar în „Șeherezada”, Opera Română. Coregrafia: Oleg Danovski. Interpreți: Trixy Checais, Ileana Simo, Oleg Danovski, Lulu Simionescu, Carol Apostolescu, Ștefan Mălureanu. Muzica: Nikolai Rimski-Korsakov. Costume și decoruri (în colaborare cu Heinrich Rohrhoffer): Trixy Checais.
- 1947/02/01: Ghirei în „Fântâna din Bahcisarai”, Opera Română. Muzica: Boris Asafiev. Regia și coregrafia: Seda Vasilieva Sarkizian. Interpreți: Pușa Niculescu, Pania Mihailova, Tilde Urseanu, Gelu Matei.
- 1947/19/12: Rivalul în „Simfonia Fantastică”, Opera Română. Coregrafia: Oleg Danovski. Interpreți: Trixy Checais, Valentina Apostolescu, Anaida Proșteanu, Petre Bodeuț. Muzica: Hector Berlioz.
- 1947/19/12 (seara): Dublu rol, Bunica și un muzicant, în „Mica poveste vieneză”, Opera Română. Muzica și libretul: Mihai Daia. Interpreți: Trixy Checais, Petre Manea, Sanda Orleanu, Anton Romanovski, Rina Constantin, Virgil Pop, Petre Bodeuț, Carol Apostolescu.
- 1948/07/03: „Dans bulgar” (cu Trude Kressel), „Dans românesc (la coasă)” (cu Floria Capsali, Anaida Proșteanu, Mitiță Dumitrescu) și „Strigăte din Spania” (cu Anaida Proșteanu) – coregrafii proprii, în cadrul „Spectacolului extraordinar de balet”, USASZ, Teatrul Savoy. Muzică: R. Tavernier. Scenariul: Esther Magyar.
- 1948/02/04: Spânul în „Harap Alb”, Opera Română. Coregrafia: Oleg Danovski. Interpreți: Oleg Danovski, Sanda Orleanu-Danovski, Dumitru Bivolaru, Ion Grama, Petre Bodeuț, Bela Balogh, Ion Alexe, Nicolae Bazaca, Stere Popescu, Anton Romanovski, Lizzi Lind. Muzica: Alfred Mendelsohn. Libretul: Alexandru Jar. Costumele: Trixy Checais.
- 1955/11/04: „Fântâna din Bahcisarai”, Opera Română din Timișoara. Coregrafia: Mercedes Pavelici. Interpreți: Iuliu Marpozan, Trixy Cehcais, Petru Macra. Decoruri și costume: Trixy Checais.
- 1956: „Aleko”, de Rahmaninov, Opera Română din Timișoara. Coregrafie roma: Trixy Checais.
- 1956: „Nunta lui Figaro”, Opera Română din Timișoara. Coregrafia interludiilor: Trixy Checais.
- 1956: „Lakmé”, de Leo Delibes, Opera Română din Timișoara. Coregrafia scenelor de balet indian: Trixy Checais.
- 1957: „Șurale”, de Farid Iarullin, Opera Română din Timișoara. Coregrafia, decorurile și costumele: Trixy Checais.
- 1957/12/06: „Noaptea Valpurgiei”, Opera Română din Timișoara. Coregrafia interludiilor: Trixy Checais.
- 1957/08/12: „Priculiciul”, de Zeno Vancea, Opera Română din Timișoara. Coregrafia: Trixy Checais. Conducerea muzicală: Ladislau Rooth.
- 1960-1963: Coregrafii pentru  Teatrul Evreiesc din București.
- 1966 montează la Opera Maghiară din Cluj Pasărea de foc de [[Stravinski[[.
- 1967 montează  tot acolo Dansurile polovețiene de [[Alexandr Borodin[[.
- Colaborează cu Teatrul evreiesc de stat, Teatrul dramatic din Constanța, Teatrul Mic din București, Teatrul Național Ion Luca Caragiale.
- 1960- începînd cu acest an montează la Teatrul Muzical Nae Leonard din Galați peste 40 de titluri.